# 바하마 국립미술관

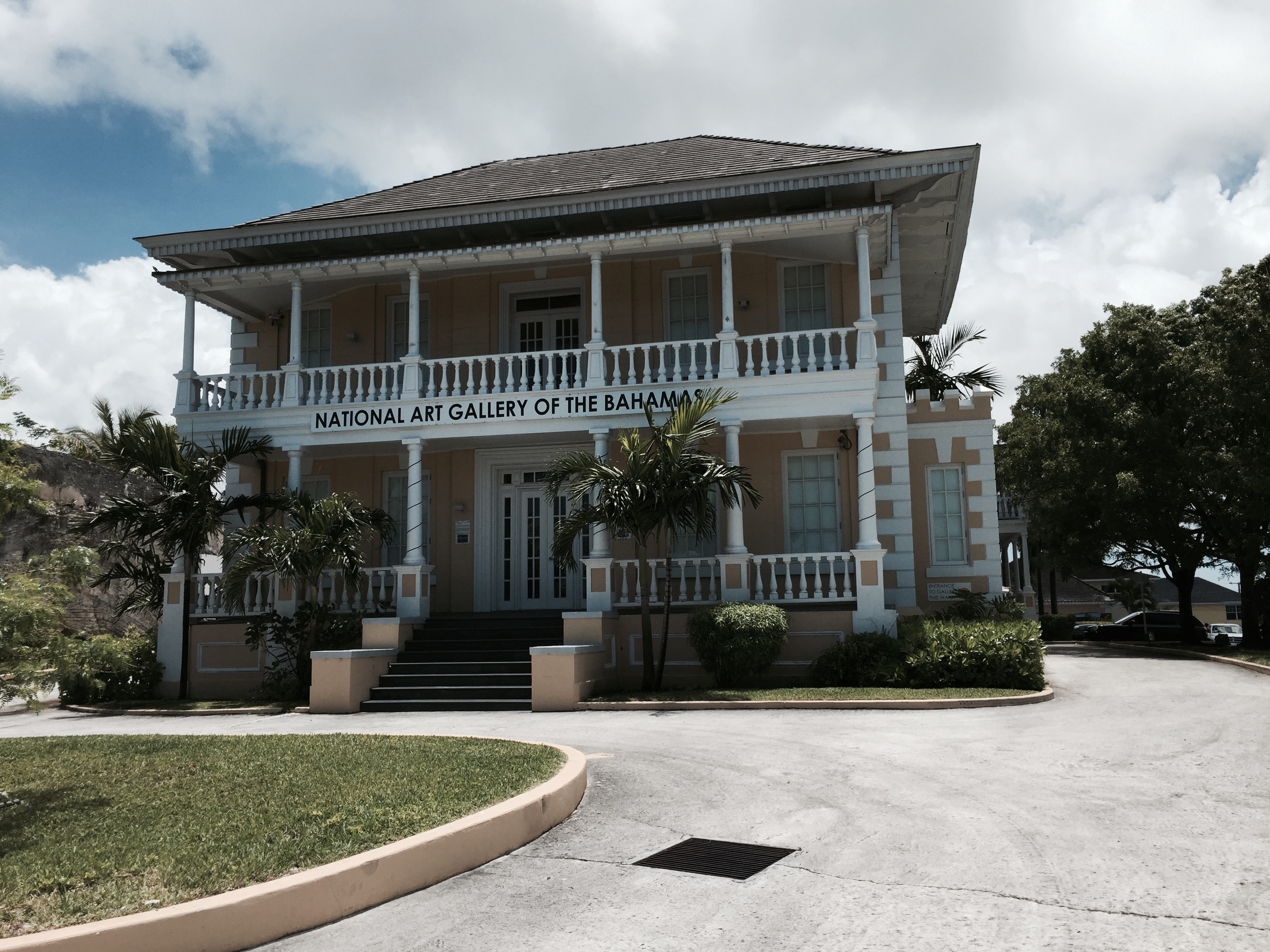

바하마 국립미술관은 바하마 나소에 있는 국립미술관이다.